# 2023–2024-es angol labdarúgó-bajnokság (átigazolások)
Ezen szócikkben a 2023–2024-es angol labdarúgó-bajnokság első osztályában történt átigazolások vannak felsorolva, csapatokra lebontva. A csapatok összesen 2,8 milliárd eurót költöttek és 1,5 milliárd euró bevételt szereztek a nyári átigazolási időszak során. A Chelsea a nyáron megdöntötte a brit átigazolási rekordot, Moisés Caicedo leigazolásával.

## Statisztika
A nyári átigazolási időszakban a Chelsea csapata költötte a legtöbb pénzt, 463,1 millió eurót, de a londoni klubnak is volt a legmagasabb a bevétele, 267 millió euróval. A legnagyobb profitot a Brighton & Hove Albion hozta, 89 millió euróval, míg a legnagyobb veszteséget a Chelsea, 195,1 millióval. Az Crystal Palace és a Luton Town voltak a csapatok, amik egyetlen euró bevételt sem szereztek, de a legkevesebbet költő csapat (szintén a Luton) is elköltött több, mint 22 millió eurót. A bajnokságban tizenkét csapat költött legalább 100 millió eurót és csak négynek sikerült profitot termelnie.
A téli időszak sokkal kevésbé volt mozgalmas, több csapat egy játékost se igazolt és a bajnokság klubjai összességében is sokkal kevesebbet költöttek, mint a nyáron.
| Csapat                  | Nyári időszak  | Nyári időszak  | Nyári időszak   | Téli időszak | Téli időszak | Téli időszak | Összesen        |
| Csapat                  | Költekezés     | Bevétel        | Különbség       | Költekezés   | Bevétel      | Különbség    | Összesen        |
| ----------------------- | -------------- | -------------- | --------------- | ------------ | ------------ | ------------ | --------------- |
| Brighton & Hove Albion  | €97 350 000    | €195 900 000   | €98 550 000     | €12 150 000  | €0           | €−12 150 000 | €86 400 000     |
| Wolverhampton Wanderers | €94 000 000    | €169 200 000   | €75 200 000     | €0           | €0           | €0           | €75 200 000     |
| Everton                 | €40 500 000    | €82 800 000    | €42 300 000     | €0           | €0           | €0           | €42 300 000     |
| West Ham United         | €137 560 000   | €156 400 000   | €18 840 000     | €0           | €15 660 000  | €15 660 000  | €35 000 000     |
| Fulham                  | €68 470 000    | €52 600 000    | €−15 870 000    | €0           | €600 000     | €600 000     | €−15 270 000    |
| Luton Town              | €22 750 000    | €0             | €−22 750 000    | €3 170 000   | €0           | €−3 170 000  | €−25 920 000    |
| Sheffield United        | €64 450 000    | €30 900 000    | €−33 550 000    | €2 500 000   | €0           | €−2 500 000  | €−36 050 000    |
| Nottingham Forest       | €122 050 000   | €64 820 000    | €−57 230 000    | €9 000 000   | €16 700 000  | €7 700 000   | €−49 530 000    |
| Brentford               | €64 850 000    | €10 090 000    | €−54 760 000    | €7 500 000   | €0           | €−7 500 000  | €−62 260 000    |
| Crystal Palace          | €38 700 000    | €0             | €−38 700 000    | €29 100 000  | €0           | €−29 100 000 | €−67 800 000    |
| Aston Villa             | €93 000 000    | €32 550 000    | €−60 450 000    | €18 400 000  | €0           | €−18 400 000 | €−78 850 000    |
| Burnley                 | €111 050 000   | €3 800 000     | €−107 250 000   | €0           | €0           | €0           | €−107 250 000   |
| Newcastle United        | €153 200 000   | €44 600 000    | €−108 600 000   | €0           | €0           | €0           | €−108 600 000   |
| Liverpool               | €172 000 000   | €60 700 000    | €−111 300 000   | €0           | €0           | €0           | €−111 300 000   |
| Bournemouth             | €127 690 000   | €1 500 000     | €−126 190 000   | €0           | €0           | €0           | €−126 190 000   |
| Manchester City         | €241 100 000   | €114 500 000   | €−126 600 000   | €14 500 000  | €4 300 000   | €−10 200 000 | €−136 800 000   |
| Manchester United       | €206 700 000   | €55 340 000    | €−151 360 000   | €0           | €0           | €0           | €−151 360 000   |
| Tottenham Hotspur       | €248 600 000   | €122 200 000   | €−126 400 000   | €25 000 000  | €0           | €−25 000 000 | €−151 400 000   |
| Arsenal                 | €234 940 000   | €67 900 000    | €−167 040 000   | €0           | €0           | €0           | €−167 040 000   |
| Chelsea                 | €462 100 000   | €267 000 000   | €−195 100 000   | €0           | €0           | €0           | €−195 100 000   |
| Összesen                | €2 800 860 000 | €1 530 703 589 | €−1 270 156 411 | €121 316 000 | €37 363 000  | €−83 953 000 | €−1 353 709 411 |

## Arsenal

### Nyári átigazolási időszak

#### Érkezők
| Játékos        | Életkor  | Pozíció     | Honnan          | Összeg                            | Hk.          |
| -------------- | -------- | ----------- | --------------- | --------------------------------- | ------------ |
| Declan Rice    | 24       | középpályás | West Ham United | €116 600 000                      | [ 1 ]        |
| Kai Havertz    | 24       | középpályás | Chelsea         | €75 000 000                       | [ 2 ]        |
| Jurriën Timber | 22       | hátvéd      | Ajax            | €40 000 000                       | [ 3 ]        |
| David Raya     | 27       | kapus       | Brentford       | €3 340 000 (kölcsönben, opcióval) | [ 4 ]        |
| Összesen       | Összesen | Összesen    | Összesen        | €234 940 000                      | €234 940 000 |

#### Távozók
| Játékos                | Életkor  | Pozíció     | Hova               | Összeg                  | Hk.         |
| ---------------------- | -------- | ----------- | ------------------ | ----------------------- | ----------- |
| Folarin Balogun        | 22       | csatár      | AS Monaco          | €30 000 000             | [ 5 ]       |
| Granit Xhaka           | 30       | középpályás | Bayer Leverkusen   | €15 000 000             | [ 6 ]       |
| Matt Turner            | 29       | kapus       | Nottingham Forest  | €8 150 000              | [ 7 ]       |
| Auston Trusty          | 24       | hátvéd      | Sheffield United   | €5 800 000              | [ 8 ]       |
| Pablo Marí             | 29       | hátvéd      | Monza              | €4 900 000              | [ 9 ]       |
| Kieran Tierney         | 26       | hátvéd      | Real Sociedad      | €1 400 000 (kölcsönben) | [ 10 ]      |
| Rob Holding            | 27       | hátvéd      | Crystal Palace     | €1 200 000              | [ 11 ]      |
| Nuno Tavares           | 23       | hátvéd      | Nottingham Forest  | €1 150 000 (kölcsönben) | [ 12 ]      |
| Marquinhos             | 20       | csatár      | Nantes             | €300 000 (kölcsönben)   | [ 13 ]      |
| Nicolas Pépé           | 28       | csatár      | Trabzonspor        | €0                      | [ 14 ]      |
| Ainsley Maitland-Niles | 25       | középpályás | Olympique Lyonnais | €0                      | [ 15 ]      |
| Rúnar Alex Rúnarsson   | 28       | kapus       | Cardiff City       | Kölcsönben              | [ 16 ]      |
| Arthur Okonkwo         | 21       | kapus       | Wrexham            | Kölcsönben              | [ 17 ]      |
| Albert Sambi Lokonga   | 23       | középpályás | Luton Town         | Kölcsönben              | [ 18 ]      |
| Összesen               | Összesen | Összesen    | Összesen           | €67 900 000             | €67 900 000 |

### Téli átigazolási időszak

#### Távozók
| Játékos              | Életkor  | Pozíció  | Hova          | Összeg | Hk. |
| -------------------- | -------- | -------- | ------------- | ------ | --- |
| Rúnar Alex Rúnarsson | 28       | kapus    | Nincs csapata | €0     |     |
| Összesen             | Összesen | Összesen | Összesen      | €0     | €0  |

## Aston Villa

### Nyári átigazolási időszak

#### Érkezők
| Játékos         | Életkor  | Pozíció     | Honnan           | Összeg                  | Hk.         |
| --------------- | -------- | ----------- | ---------------- | ----------------------- | ----------- |
| Moussa Diaby    | 24       | csatár      | Bayer Leverkusen | €55 000 000             | [ 19 ]      |
| Pau Torres      | 26       | hátvéd      | Villarreal       | €33 000 000             | [ 20 ]      |
| Nicolò Zaniolo  | 24       | középpályás | Galatasaray      | €5 000 000 (kölcsönben) | [ 21 ]      |
| Youri Tielemans | 26       | középpályás | Leicester City   | €0                      | [ 22 ]      |
| Clément Lenglet | 28       | hátvéd      | Barcelona        | Kölcsönben              | [ 23 ]      |
| Összesen        | Összesen | Összesen    | Összesen         | €93 000 000             | €93 000 000 |

#### Távozók
| Játékos           | Életkor  | Pozíció     | Hova             | Összeg       | Hk.         |
| ----------------- | -------- | ----------- | ---------------- | ------------ | ----------- |
| Cameron Archer    | 21       | csatár      | Sheffield United | €21 550 000  | [ 24 ]      |
| Jaden Philogene   | 21       | csatár      | Hull City        | €5 800 000   | [ 25 ]      |
| Marvelous Nakamba | 29       | középpályás | Luton Town       | €2 900 000   | [ 26 ]      |
| Keinan Davis      | 25       | csatár      | Udinese          | €2 300 000   | [ 27 ]      |
| Ashley Young      | 38       | hátvéd      | Everton          | €0           | [ 28 ]      |
| Wesley Moraes     | 26       | csatár      | Stoke City       | €?           | [ 29 ]      |
| Philippe Coutinho | 31       | középpályás | ed-Duhaíl SC     | Kölcsönben   | [ 30 ]      |
| Morgan Sanson     | 28       | középpályás | OGC Nice         | Kölcsönben   | [ 31 ]      |
| Viljami Sinisalo  | 21       | kapus       | Exeter City      | Kölcsönben   | [ 32 ]      |
| Jed Steer         | 30       | kapus       | Nincs klubja     | Nincs klubja | [ 33 ]      |
| Összesen          | Összesen | Összesen    | Összesen         | €32 550 000  | €32 550 000 |

### Téli átigazolási időszak

#### Érkezők
| Játékos           | Életkor  | Pozíció  | Honnan          | Összeg      | Hk.         |
| ----------------- | -------- | -------- | --------------- | ----------- | ----------- |
| Morgan Rogers     | 21       | támadó   | Middlesbrough   | €9 400 000  |             |
| Kosta Nedeljković | 18       | hátvéd   | Crvena zvezda   | €7 500 000  |             |
| Joe Gauci         | 23       | kapus    | Adelaide United | €1 500 000  |             |
| Lino Sousa        | 19       | hátvéd   | Arsenal U21     | Ismeretlen  |             |
| Összesen          | Összesen | Összesen | Összesen        | €18 400 000 | €18 400 000 |

#### Távozók
| Játékos            | Életkor  | Pozíció     | Hova            | Összeg     | Hk.    |
| ------------------ | -------- | ----------- | --------------- | ---------- | ------ |
| Bertrand Traoré    | 28       | támadó      | Villarreal      | €0         |        |
| Filip Marschall    | 20       | kapus       | MK Dons         | Kölcsönben | [ 34 ] |
| Lino Sousa         | 19       | hátvéd      | Plymouth Argyle | Kölcsönben |        |
| Kosta Nedeljković  | 18       | hátvéd      | Crvena zvezda   | Kölcsönben |        |
| Leander Dendoncker | 28       | középpályás | Napoli          | Kölcsönben |        |
| Összesen           | Összesen | Összesen    | Összesen        | €0         | €0     |

## Bournemouth

### Nyári átigazolási időszak

#### Érkezők
| Játékos         | Életkor  | Pozíció     | Honnan             | Összeg       | Hk.          |
| --------------- | -------- | ----------- | ------------------ | ------------ | ------------ |
| Tyler Adams     | 24       | középpályás | Leeds United       | €26 900 000  | [ 35 ]       |
| Hamed Traorè    | 23       | középpályás | Sassuolo           | €25 620 000  | [ 36 ]       |
| Alex Scott      | 19       | középpályás | Bristol City       | €23 000 000  | [ 37 ]       |
| Kerkez Milos    | 24       | hátvéd      | AZ                 | €17 870 000  | [ 38 ]       |
| Romain Faivre   | 24       | középpályás | Olympique Lyonnais | €15 000 000  | [ 39 ]       |
| Justin Kluivert | 23       | csatár      | AS Roma            | €11 200 000  | [ 40 ]       |
| Max Aarons      | 23       | hátvéd      | Norwich City       | €8 100 000   | [ 41 ]       |
| Luis Sinisterra | 24       | csatár      | Leeds United       | Kölcsönben   | [ 42 ]       |
| Ionut Radu      | 26       | kapus       | Internazionale     | Kölcsönben   | [ 43 ]       |
| Összesen        | Összesen | Összesen    | Összesen           | €127 690 000 | €127 690 000 |

#### Távozók
| Játékos          | Életkor  | Pozíció     | Hova             | Összeg       | Hk.        |
| ---------------- | -------- | ----------- | ---------------- | ------------ | ---------- |
| Ben Pearson      | 28       | középpályás | Stoke City       | €1 500 000   | [ 44 ]     |
| Jordan Zemura    | 23       | hátvéd      | Udinese          | €0           | [ 45 ]     |
| Jack Stacey      | 27       | hátvéd      | Norwich City     | €0           | [ 46 ]     |
| Jefferson Lerma  | 28       | középpályás | Crystal Palace   | €0           | [ 47 ]     |
| Christian Saydee | 21       | csatár      | Portsmouth       | €?           | [ 48 ]     |
| Siriki Dembélé   | 26       | csatár      | Birmingham City  | €?           | [ 45 ]     |
| Will Dennis      | 22       | kapus       | Kilmarnock       | Kölcsönben   | [ 49 ]     |
| Jamal Lowe       | 29       | csatár      | Swansea City     | Kölcsönben   | [ 50 ]     |
| Romain Faivre    | 25       | középpályás | Lorient          | Kölcsönben   | [ 39 ]     |
| Jaidon Anthony   | 23       | csatár      | Leeds United     | Kölcsönben   | [ 51 ]     |
| Mark Travers     | 24       | kapus       | Stoke City       | Kölcsönben   | [ 52 ]     |
| James Hill       | 21       | középpályás | Blackburn Rovers | Kölcsönben   | [ 53 ]     |
| Junior Stanislas | 33       | csatár      | Nincs klubja     | Nincs klubja | [ 45 ]     |
| Összesen         | Összesen | Összesen    | Összesen         | €1 500 000   | €1 500 000 |

### Téli átigazolási időszak

#### Érkezők
| Játékos   | Életkor  | Pozíció  | Honnan   | Összeg     | Hk. |
| --------- | -------- | -------- | -------- | ---------- | --- |
| Enes Ünal | 26       | támadó   | Getafe   | Kölcsönben |     |
| Összesen  | Összesen | Összesen | Összesen | €0         | €0  |

#### Távozók
| Játékos            | Életkor  | Pozíció     | Hova           | Összeg     | Hk.    |
| ------------------ | -------- | ----------- | -------------- | ---------- | ------ |
| Hamed Traorè       | 23       | középpályás | Napoli         | Kölcsönben | [ 54 ] |
| Joe Rothwell       | 29       | középpályás | Southampton    | Kölcsönben | [ 55 ] |
| Emiliano Marcondes | 28       | középpályás | Hibernian      | Kölcsönben |        |
| David Brooks       | 26       | támadó      | Southampton    | Kölcsönben |        |
| Kieffer Moore      | 31       | támadó      | Ipswich Town   | Kölcsönben |        |
| Gavin Kilkenny     | 24       | középpályás | Fleetwood Town | Kölcsönben |        |
| Összesen           | Összesen | Összesen    | Összesen       | €0         | €0     |

## Brentford

### Nyári átigazolási időszak

#### Érkezők
| Játékos        | Életkor  | Pozíció  | Honnan                  | Összeg      | Hk.         |
| -------------- | -------- | -------- | ----------------------- | ----------- | ----------- |
| Nathan Collins | 22       | hátvéd   | Wolverhampton Wanderers | €26 850 000 | [ 56 ]      |
| Kevin Schade   | 21       | csatár   | Freiburg                | €25 000 000 | [ 57 ]      |
| Mark Flekken   | 30       | kapus    | Freiburg                | €13 000 000 | [ 58 ]      |
| Neal Maupay    | 27       | csatár   | Everton                 | Kölcsönben  | [ 59 ]      |
| Összesen       | Összesen | Összesen | Összesen                | €64 850 000 | €64 850 000 |

#### Távozók
| Játékos            | Életkor  | Pozíció     | Hova               | Összeg                            | Hk.         |
| ------------------ | -------- | ----------- | ------------------ | --------------------------------- | ----------- |
| Mads Bidstrup      | 22       | középpályás | RB Salzburg        | €6 000 000                        | [ 60 ]      |
| David Raya         | 27       | kapus       | Arsenal            | €3 340 000 (kölcsönben, opcióval) | [ 61 ]      |
| Halil Dervişoğlu   | 23       | csatár      | Galatasaray        | €500 000                          | [ 62 ]      |
| Sergi Canós        | 26       | csatár      | Valencia           | €250 000                          | [ 63 ]      |
| Pontus Jansson     | 32       | hátvéd      | Malmö              | €0                                | [ 64 ]      |
| Joel Valencia      | 28       | középpályás | Zagłębie Sosnowiec | €0                                | [ 65 ]      |
| Mads Bech Sørensen | 24       | hátvéd      | FC Midtjylland     | €?                                | [ 66 ]      |
| Matthew Cox        | 20       | kapus       | Bristol Rovers     | Kölcsönben                        | [ 67 ]      |
| Paris Maghoma      | 22       | középpályás | Bolton Wanderers   | Kölcsönben                        | [ 68 ]      |
| Ryan Trevitt       | 20       | középpályás | Exeter City        | Kölcsönben                        | [ 69 ]      |
| Fin Stevens        | 20       | hátvéd      | Oxford United      | Kölcsönben                        | [ 70 ]      |
| Tariqe Fosu        | 27       | csatár      | Nincs klubja       | Nincs klubja                      | [ 65 ]      |
| Összesen           | Összesen | Összesen    | Összesen           | €10 090 000                       | €10 090 000 |

### Téli átigazolási időszak

#### Érkezők
| Játékos                 | Életkor  | Pozíció  | Honnan            | Összeg     | Hk.        |
| ----------------------- | -------- | -------- | ----------------- | ---------- | ---------- |
| Yunus Emre Konak        | 18       | hátvéd   | Sivasspor         | €4 500 000 | [ 71 ]     |
| Hákon Rafn Valdimarsson | 22       | kapus    | Elfsborg          | €3 000 000 |            |
| Sergio Reguilón         | 27       | hátvéd   | Tottenham Hotspur | Kölcsönben | [ 72 ]     |
| Összesen                | Összesen | Összesen | Összesen          | €7 500 000 | €7 500 000 |

#### Távozók
| Játékos            | Életkor  | Pozíció     | Hova           | Összeg     | Hk. |
| ------------------ | -------- | ----------- | -------------- | ---------- | --- |
| Myles Peart-Harris | 21       | középpályás | Portsmouth     | Kölcsönben |     |
| Charlie Goode      | 28       | hátvéd      | Wigan Athletic | Kölcsönben |     |
| Összesen           | Összesen | Összesen    | Összesen       | €0         | €0  |

## Brighton & Hove Albion

### Nyári átigazolási időszak

#### Érkezők
| Játékos         | Életkor  | Pozíció     | Honnan            | Összeg       | Hk.          |
| --------------- | -------- | ----------- | ----------------- | ------------ | ------------ |
| João Pedro      | 21       | csatár      | Watford           | €34 200 000  | [ 73 ]       |
| Carlos Baleba   | 19       | középpályás | Lille             | €27 000 000  | [ 74 ]       |
| Bart Verbruggen | 20       | kapus       | Anderlecht        | €20 000 000  | [ 75 ]       |
| Igor            | 25       | hátvéd      | Fiorentina        | €17 000 000  | [ 76 ]       |
| Adrian Mazilu   | 18       | csatár      | Farul Constanța   | €3 000 000   | [ 77 ]       |
| Mahmoud Dahoud  | 27       | középpályás | Borussia Dortmund | €0           | [ 78 ]       |
| James Milner    | 37       | középpályás | Liverpool         | €0           | [ 79 ]       |
| Ansu Fati       | 20       | csatár      | Barcelona         | Kölcsönben   | [ 80 ]       |
| Összesen        | Összesen | Összesen    | Összesen          | €101 200 000 | €101 200 000 |

#### Távozók
| Játékos             | Életkor  | Pozíció     | Hova                 | Összeg                | Hk.          |
| ------------------- | -------- | ----------- | -------------------- | --------------------- | ------------ |
| Moisés Caicedo      | 21       | középpályás | Chelsea              | €116 000 000          | [ 81 ]       |
| Alexis Mac Allister | 24       | középpályás | Liverpool            | €42 000 000           | [ 82 ]       |
| Robert Sánchez      | 25       | kapus       | Chelsea              | €23 000 000           | [ 83 ]       |
| Andi Zeqiri         | 24       | csatár      | KRC Genk             | €2 750 000            | [ 84 ]       |
| Michal Karbownik    | 22       | hátvéd      | Hertha               | €2 500 000            | [ 85 ]       |
| Reda Khadra         | 22       | középpályás | Stade Reims          | €1 900 000            | [ 86 ]       |
| Aaron Connolly      | 23       | csatár      | Hull City            | €1 350 000            | [ 87 ]       |
| Deniz Undav         | 27       | csatár      | VfB Stuttgart        | €700 000 (kölcsönben) | [ 88 ]       |
| Haydon Roberts      | 21       | hátvéd      | Bristol City         | €0                    | [ 89 ]       |
| Taylor Richards     | 22       | középpályás | QPR                  | €?                    | [ 90 ]       |
| Andy Moran          | 19       | középpályás | Blackburn Rovers     | Kölcsönben            | [ 91 ]       |
| Jensen Weir         | 21       | középpályás | Blackpool            | Kölcsönben            | [ 92 ]       |
| Yasin Ayari         | 19       | középpályás | Coventry City        | Kölcsönben            | [ 93 ]       |
| Carl Rushworth      | 22       | kapus       | Swansea City         | Kölcsönben            | [ 94 ]       |
| Steven Alzate       | 24       | középpályás | Standard Liège       | Kölcsönben            | [ 95 ]       |
| Kacper Kozlowski    | 19       | középpályás | Vitesse              | Kölcsönben            | [ 96 ]       |
| Marc Leonard        | 21       | középpályás | Northampton Town     | Kölcsönben            | [ 97 ]       |
| Jeremy Sarmiento    | 21       | középpályás | West Bromwich Albion | Kölcsönben            | [ 98 ]       |
| Kjell Scherpen      | 23       | kapus       | Sturm Graz           | Kölcsönben            | [ 99 ]       |
| Ed Turns            | 20       | hátvéd      | Leyton Orient        | Kölcsönben            | [ 100 ]      |
| Abdallah Sima       | 22       | csatár      | Rangers              | Kölcsönben            | [ 101 ]      |
| Összesen            | Összesen | Összesen    | Összesen             | €190 200 000          | €190 200 000 |

### Téli átigazolási időszak

#### Érkezők
| Játékos        | Életkor  | Pozíció     | Honnan          | Összeg     | Hk.        |
| -------------- | -------- | ----------- | --------------- | ---------- | ---------- |
| Valentín Barco | 19       | középpályás | Boca Juniors    | €9 150 000 | [ 102 ]    |
| Adrian Mazilu  | 18       | csatár      | Farul Constanța | €3 000 000 | [ 77 ]     |
| Összesen       | Összesen | Összesen    | Összesen        | €3 000 000 | €3 000 000 |

#### Távozók
| Játékos          | Életkor  | Pozíció     | Hova             | Összeg     | Hk.     |
| ---------------- | -------- | ----------- | ---------------- | ---------- | ------- |
| Jeremy Sarmiento | 21       | középpályás | Ipswich Town     | Kölcsönben | [ 103 ] |
| Yasin Ayari      | 20       | középpályás | Blackburn Rovers | Kölcsönben | [ 104 ] |
| Jensen Weir      | 21       | középpályás | Port Vale        | Kölcsönben | [ 105 ] |
| Adrian Mazilu    | 18       | támadó      | Vitesse          | Kölcsönben |         |
| Mahmoud Dahoud   | 28       | középpályás | VfB Stuttgart    | Kölcsönben |         |
| Ed Turns         | 21       | hátvéd      | Crewe Alexandra  | Kölcsönben |         |
| Összesen         | Összesen | Összesen    | Összesen         | €0         | €0      |

## Burnley

### Nyári átigazolási időszak

#### Érkezők
| Játékos            | Életkor  | Pozíció     | Honnan                   | Összeg       | Hk.          |
| ------------------ | -------- | ----------- | ------------------------ | ------------ | ------------ |
| Zeki Amdouni       | 22       | csatár      | Basel                    | €18 600 000  | [ 106 ]      |
| James Trafford     | 20       | kapus       | Manchester City U21      | €17 300 000  | [ 107 ]      |
| Aaron Ramsey       | 20       | középpályás | Aston Villa U21          | €16 450 000  | [ 108 ]      |
| Jordan Beyer       | 23       | hátvéd      | Borussia Mönchengladbach | €15 000 000  | [ 109 ]      |
| Sander Berge       | 25       | középpályás | Sheffield United         | €13 900 000  | [ 110 ]      |
| Wilson Odobert     | 18       | csatár      | Troyes                   | €12 000 000  | [ 111 ]      |
| Dara O’Shea        | 24       | hátvéd      | West Bromwich Albion     | €7 800 000   | [ 112 ]      |
| Michael Obafemi    | 22       | csatár      | Swansea City             | €4 000 000   | [ 113 ]      |
| Hannes Delcroix    | 24       | hátvéd      | Anderlecht               | €3 000 000   | [ 114 ]      |
| Luca Koleosho      | 18       | csatár      | RCD Espanyol B           | €3 000 000   | [ 115 ]      |
| Lawrence Vigouroux | 29       | kapus       | Leyton Orient            | €0           | [ 116 ]      |
| Han-Noah Massengo  | 22       | középpályás | Bristol City             | €0           | [ 117 ]      |
| Nathan Redmond     | 29       | csatár      | Beşiktaş                 | €0           | [ 118 ]      |
| Mike Trésor        | 24       | csatár      | KRC Genk                 | Kölcsönben   | [ 119 ]      |
| Jacob Bruun Larsen | 24       | csatár      | Hoffenheim               | Kölcsönben   | [ 120 ]      |
| Összesen           | Összesen | Összesen    | Összesen                 | €111 050 000 | €111 050 000 |

#### Távozók
| Játékos                | Életkor  | Pozíció     | Hova          | Összeg                  | Hk.        |
| ---------------------- | -------- | ----------- | ------------- | ----------------------- | ---------- |
| Bobby Thomas           | 22       | hátvéd      | Coventry City | €2 300 000              | [ 121 ]    |
| Wout Weghorst          | 31       | csatár      | Hoffenheim    | €1 500 000 (kölcsönben) | [ 122 ]    |
| Ashley Barnes          | 33       | csatár      | Norwich City  | €0                      | [ 123 ]    |
| Will Norris            | 29       | kapus       | Portsmouth    | €0                      | [ 124 ]    |
| Scott Twine            | 24       | középpályás | Hull City     | Kölcsönben              | [ 125 ]    |
| Dara Costelloe         | 20       | csatár      | St. Johnstone | Kölcsönben              | [ 126 ]    |
| Samuel Bastien         | 26       | középpályás | Kasımpaşa     | Kölcsönben              | [ 127 ]    |
| Luke McNally           | 23       | hátvéd      | Stoke City    | Kölcsönben              | [ 128 ]    |
| Bailey Peacock-Farrell | 26       | kapus       | Aarhus        | Kölcsönben              | [ 129 ]    |
| Matthew Lowton         | 34       | hátvéd      | Nincs klubja  | Nincs klubja            | [ 130 ]    |
| Összesen               | Összesen | Összesen    | Összesen      | €3 800 000              | €3 800 000 |

### Téli átigazolási időszak

#### Érkezők
| Játékos            | Életkor  | Pozíció  | Honnan        | Összeg     | Hk.     |
| ------------------ | -------- | -------- | ------------- | ---------- | ------- |
| David Datro Fofana | 21       | támadó   | Chelsea       | Kölcsönben | [ 131 ] |
| Maxime Estève      | 21       | hátvéd   | Montpellier   | Kölcsönben |         |
| Lorenz Assignon    | 23       | hátvéd   | Stade Rennais | Kölcsönben |         |
| Összesen           | Összesen | Összesen | Összesen      | €0         | €0      |

#### Távozók
| Játékos         | Életkor  | Pozíció  | Hova              | Összeg     | Hk.     |
| --------------- | -------- | -------- | ----------------- | ---------- | ------- |
| Denis Franchi   | 21       | kapus    | Ternana Calcio    | Ismeretlen |         |
| Scott Twine     | 24       | támadó   | Bristol City      | Kölcsönben | [ 132 ] |
| Darko Csurlinov | 23       | támadó   | Schalke           | Kölcsönben |         |
| CJ Egan-Riley   | 21       | hátvéd   | PSV Eindhoven U21 | Kölcsönben |         |
| Ánasz Zarúrí    | 23       | támadó   | Hull City         | Kölcsönben |         |
| Connor Roberts  | 28       | támadó   | Leeds United      | Kölcsönben |         |
| Dara Costelloe  | 21       | támadó   | Dundee            | Kölcsönben | [ 133 ] |
| Michael Obafemi | 23       | támadó   | Millwall          | Kölcsönben |         |
| Összesen        | Összesen | Összesen | Összesen          | €0         | €0      |

## Chelsea

### Nyári átigazolási időszak

#### Érkezők
| Játékos            | Életkor  | Pozíció     | Honnan                 | Összeg       | Hk.          |
| ------------------ | -------- | ----------- | ---------------------- | ------------ | ------------ |
| Moisés Caicedo     | 21       | középpályás | Brighton & Hove Albion | €116 000 000 | [ 134 ]      |
| Roméo Lavia        | 19       | középpályás | Southampton            | €62 100 000  | [ 135 ]      |
| Christopher Nkunku | 25       | középpályás | RB Leipzig             | €60 000 000  | [ 136 ]      |
| Cole Palmer        | 21       | középpályás | Manchester City        | €47 000 000  | [ 137 ]      |
| Axel Disasi        | 25       | hátvéd      | Monaco                 | €45 000 000  | [ 138 ]      |
| Nicolas Jackson    | 22       | csatár      | Villarreal             | €37 000 000  | [ 139 ]      |
| Lesley Ugochukwu   | 19       | középpályás | Stade Rennais          | €27 000 000  | [ 140 ]      |
| Robert Sánchez     | 25       | kapus       | Brighton & Hove Albion | €23 000 000  | [ 141 ]      |
| Deivid Washington  | 18       | csatár      | Santos                 | €16 000 000  | [ 142 ]      |
| Ângelo             | 18       | csatár      | Santos                 | €15 000 000  | [ 143 ]      |
| Đorđe Petrović     | 23       | kapus       | New England            | €14 000 000  | [ 144 ]      |
| Diego Moreira      | 18       | csatár      | Benfica B              | €0           | [ 145 ]      |
| Összesen           | Összesen | Összesen    | Összesen               | €462 100 000 | €462 100 000 |

#### Távozók
| Játékos                   | Életkor  | Pozíció     | Hova                | Összeg                  | Hk.          |
| ------------------------- | -------- | ----------- | ------------------- | ----------------------- | ------------ |
| Kai Havertz               | 24       | középpályás | Arsenal             | €75 000 000             | [ 146 ]      |
| Mason Mount               | 24       | középpályás | Manchester United   | €64 000 000             | [ 147 ]      |
| Mateo Kovačić             | 29       | középpályás | Manchester City     | €29 100 000             | [ 148 ]      |
| Kalidou Koulibaly         | 32       | hátvéd      | el-Hilál            | €23 000 000             | [ 149 ]      |
| Christian Pulisic         | 24       | csatár      | AC Milan            | €20 000 000             | [ 150 ]      |
| Édouard Mendy             | 31       | kapus       | el-Áhlí             | €18 500 000             | [ 151 ]      |
| Ruben Loftus-Cheek        | 27       | középpályás | AC Milan            | €16 000 000             | [ 152 ]      |
| Ethan Ampadu              | 22       | középpályás | Leeds United        | €8 100 000              | [ 153 ]      |
| Romelu Lukaku             | 30       | csatár      | AS Roma             | €5 800 000 (kölcsönben) | [ 154 ]      |
| Callum Hudson-Odoi        | 22       | csatár      | Nottingham Forest   | €3 500 000              | [ 155 ]      |
| Diego Moreira             | 19       | csatár      | Olympique Lyonnais  | €2 800 000 (kölcsönben) | [ 156 ]      |
| Kepa Arrizabalaga         | 28       | kapus       | Real Madrid         | €1 000 000 (kölcsönben) | [ 157 ]      |
| Baba Rahman               | 29       | hátvéd      | PAOK                | €0                      | [ 158 ]      |
| César Azpilicueta         | 33       | hátvéd      | Atlético Madrid     | €0                      | [ 159 ]      |
| Pierre-Emerick Aubameyang | 34       | csatár      | Olympique Marseille | €0                      | [ 160 ]      |
| N’Golo Kanté              | 32       | középpályás | el-Áttihád          | €0                      | [ 161 ]      |
| Tiemoué Bakayoko          | 29       | középpályás | FC Lorient          | €0                      | [ 162 ]      |
| Hakím Zíjes               | 30       | középpályás | Galatasaray         | Kölcsönben              | [ 163 ]      |
| Gabriel Slonina           | 19       | kapus       | KAS Eupen           | Kölcsönben              | [ 164 ]      |
| David Datro Fofana        | 20       | csatár      | Union Berlin        | Kölcsönben              | [ 165 ]      |
| Lewis Hall                | 18       | hátvéd      | Newcastle United    | Kölcsönben              | [ 166 ]      |
| Ângelo                    | 18       | csatár      | Strasbourg          | Kölcsönben              | [ 167 ]      |
| Andrey Santos             | 19       | középpályás | Nottingham Forest   | Kölcsönben              | [ 168 ]      |
| Összesen                  | Összesen | Összesen    | Összesen            | €267 000 000            | €267 000 000 |

### Téli átigazolási időszak

#### Érkezők
| Játékos         | Életkor  | Pozíció  | Honnan          | Összeg     | Hk.     |
| --------------- | -------- | -------- | --------------- | ---------- | ------- |
| Dujuan Richards | 18       | hátvéd   | Phoenix Academy | Ismeretlen | [ 169 ] |
| Összesen        | Összesen | Összesen | Összesen        | €0         | €0      |

#### Távozók
| Játékos            | Életkor  | Pozíció     | Hova              | Összeg     | Hk.     |
| ------------------ | -------- | ----------- | ----------------- | ---------- | ------- |
| Ian Maatsen        | 21       | hátvéd      | Borussia Dortmund | Kölcsönben | [ 170 ] |
| David Datro Fofana | 21       | támadó      | Burnley           | Kölcsönben | [ 171 ] |
| Andrey Santos      | 19       | középpályás | Strasbourg        | Kölcsönben |         |
| Armando Broja      | 22       | támadó      | Fulham            | Kölcsönben |         |
| Összesen           | Összesen | Összesen    | Összesen          | €0         | €0      |

## Crystal Palace

### Nyári átigazolási időszak

#### Érkezők
| Játékos         | Életkor  | Pozíció     | Honnan            | Összeg      | Hk.         |
| --------------- | -------- | ----------- | ----------------- | ----------- | ----------- |
| Matheus França  | 19       | középpályás | Flamengo          | €20 000 000 | [ 172 ]     |
| Dean Henderson  | 26       | kapus       | Manchester United | €17 500 000 | [ 173 ]     |
| Rob Holding     | 27       | hátvéd      | Arsenal           | €1 200 000  | [ 174 ]     |
| Jefferson Lerma | 28       | középpályás | Bournemouth       | €0          | [ 175 ]     |
| Összesen        | Összesen | Összesen    | Összesen          | €38 700 000 | €38 700 000 |

#### Távozók
| Játékos          | Életkor  | Pozíció     | Hova            | Összeg     | Hk.     |
| ---------------- | -------- | ----------- | --------------- | ---------- | ------- |
| Luka Milivojević | 32       | középpályás | Sabáb el-Áhlí   | €0         | [ 176 ] |
| Jack Butland     | 30       | kapus       | Rangers         | €0         | [ 177 ] |
| Wilfried Zaha    | 30       | csatár      | Galatasaray     | €0         | [ 178 ] |
| Vicente Guaita   | 36       | kapus       | Celta Vigo      | €0         | [ 179 ] |
| Luke Plange      | 20       | csatár      | Carlisle United | Kölcsönben | [ 180 ] |
| Összesen         | Összesen | Összesen    | Összesen        | €0         | €0      |

### Téli átigazolási időszak

#### Érkezők
| Játékos      | Életkor  | Pozíció     | Honnan           | Összeg      | Hk.         |
| ------------ | -------- | ----------- | ---------------- | ----------- | ----------- |
| Adam Wharton | 19       | középpályás | Blackburn Rovers | €21 100 000 |             |
| Daniel Muñoz | 27       | hátvéd      | KRC Genk         | €8 000 000  |             |
| Összesen     | Összesen | Összesen    | Összesen         | €29 100 000 | €29 100 000 |

#### Távozók
| Játékos         | Életkor  | Pozíció  | Hova          | Összeg     | Hk. |
| --------------- | -------- | -------- | ------------- | ---------- | --- |
| Malcolm Ebiowei | 20       | támadó   | RWD Molenbeek | Kölcsönben |     |
| Összesen        | Összesen | Összesen | Összesen      | €0         | €0  |

## Everton

### Nyári átigazolási időszak

#### Érkezők
| Játékos          | Életkor  | Pozíció  | Honnan       | Összeg                  | Hk.         |
| ---------------- | -------- | -------- | ------------ | ----------------------- | ----------- |
| Beto             | 25       | csatár   | Udinese      | €25 000 000             | [ 181 ]     |
| Youssef Chermiti | 19       | csatár   | Sporting     | €12 500 000             | [ 182 ]     |
| Arnaut Danjuma   | 26       | csatár   | Villarreal   | €3 000 000 (kölcsönben) | [ 183 ]     |
| Ashley Young     | 38       | hátvéd   | Aston Villa  | €0                      | [ 184 ]     |
| Jack Harrison    | 26       | csatár   | Leeds United | Kölcsönben              | [ 185 ]     |
| Összesen         | Összesen | Összesen | Összesen     | €40 500 000             | €40 500 000 |

#### Távozók
| Játékos              | Életkor  | Pozíció     | Hova             | Összeg       | Hk.         |
| -------------------- | -------- | ----------- | ---------------- | ------------ | ----------- |
| Moise Kean           | 23       | csatár      | Juventus         | €30 000 000  | [ 186 ]     |
| Alex Iwobi           | 27       | középpályás | Fulham           | €25 700 000  | [ 187 ]     |
| Demarai Gray         | 27       | csatár      | el-Áttifák       | €9 300 000   | [ 188 ]     |
| Thomas Cannon        | 20       | csatár      | Leicester City   | €8 800 000   | [ 189 ]     |
| Ellis Simms          | 22       | csatár      | Coventry City    | €7 000 000   | [ 190 ]     |
| Niels Nkounkou       | 22       | hátvéd      | Saint-Étienne    | €2 000 000   | [ 191 ]     |
| Asmir Begović        | 36       | kapus       | QPR              | €0           | [ 192 ]     |
| Tom Davies           | 25       | középpályás | Sheffield United | €0           | [ 186 ]     |
| Yerry Mina           | 28       | hátvéd      | Fiorentina       | €0           | [ 193 ]     |
| Mason Holgate        | 26       | hátvéd      | Southampton      | Kölcsönben   | [ 194 ]     |
| Neal Maupay          | 27       | csatár      | Brentford        | Kölcsönben   | [ 195 ]     |
| Andros Townsend      | 31       | csatár      | Nincs klubja     | Nincs klubja | [ 193 ]     |
| Jean-Philippe Gbamin | 27       | középpályás | Nincs klubja     | Nincs klubja | [ 196 ]     |
| Összesen             | Összesen | Összesen    | Összesen         | €82 800 000  | €82 800 000 |

### Nyári átigazolási időszak

#### Távozók
| Játékos       | Életkor  | Pozíció  | Hova             | Összeg     | Hk. |
| ------------- | -------- | -------- | ---------------- | ---------- | --- |
| Mason Holgate | 27       | hátvéd   | Sheffield United | Kölcsönben |     |
| Összesen      | Összesen | Összesen | Összesen         | €0         | €0  |

## Fulham

### Nyári átigazolási időszak

#### Érkezők
| Játékos          | Életkor  | Pozíció     | Honnan                  | Összeg      | Hk.         |
| ---------------- | -------- | ----------- | ----------------------- | ----------- | ----------- |
| Alex Iwobi       | 27       | középpályás | Everton                 | €25 700 000 | [ 197 ]     |
| Calvin Bassey    | 23       | hátvéd      | Ajax                    | €22 500 000 | [ 198 ]     |
| Timothy Castagne | 27       | hátvéd      | Leicester City          | €13 000 000 | [ 199 ]     |
| Raúl Jiménez     | 32       | csatár      | Wolverhampton Wanderers | €6 400 000  | [ 200 ]     |
| Steven Benda     | 24       | kapus       | Swansea City            | €870 000    | [ 201 ]     |
| Adama Traoré     | 27       | csatár      | Wolverhampton Wanderers | €0          | [ 202 ]     |
| Fodé Ballo-Touré | 26       | hátvéd      | AC Milan                | Kölcsönben  | [ 203 ]     |
| Összesen         | Összesen | Összesen    | Összesen                | €68 470 000 | €68 470 000 |

#### Távozók
| Játékos             | Életkor  | Pozíció  | Hova            | Összeg      | Hk.         |
| ------------------- | -------- | -------- | --------------- | ----------- | ----------- |
| Aleksandar Mitrović | 28       | csatár   | el-Hilál        | €52 600 000 | [ 204 ]     |
| Anthony Knockaert   | 31       | csatár   | Valenciennes    | €0          | [ 205 ]     |
| Steven Sessegnon    | 23       | hátvéd   | Wigan Athletic  | €0          | [ 206 ]     |
| Ivan Cavaleiro      | 29       | csatár   | Lille           | €0          | [ 207 ]     |
| Neeskens Kebano     | 31       | csatár   | el-Dzsazíra     | €0          | [ 208 ]     |
| Joe Bryan           | 29       | hátvéd   | Millwall        | €0          | [ 209 ]     |
| Shane Duffy         | 31       | hátvéd   | Norwich City    | €0          | [ 210 ]     |
| Paulo Gazzaniga     | 31       | kapus    | Girona          | €0          | [ 211 ]     |
| Jay Stansfield      | 20       | csatár   | Birmingham City | Kölcsönben  | [ 212 ]     |
| Kevin Mbabu         | 28       | hátvéd   | Augsburg        | Kölcsönben  | [ 213 ]     |
| Terence Kongolo     | 29       | hátvéd   | Rapid Wien      | Kölcsönben  | [ 214 ]     |
| Összesen            | Összesen | Összesen | Összesen        | €52 600 000 | €52 600 000 |

### Téli átigazolási időszak

#### Érkezők
| Játékos       | Életkor  | Pozíció  | Honnan   | Összeg     | Hk. |
| ------------- | -------- | -------- | -------- | ---------- | --- |
| Armando Broja | 22       | támadó   | Chelsea  | Kölcsönben |     |
| Összesen      | Összesen | Összesen | Összesen | €0         | €0  |

#### Távozók
| Játékos         | Életkor  | Pozíció     | Hova        | Összeg                | Hk.      |
| --------------- | -------- | ----------- | ----------- | --------------------- | -------- |
| Carlos Vinícius | 28       | támadó      | Galatasaray | €600 000 (kölcsönben) |          |
| Luke Harris     | 18       | középpályás | Exeter City | Kölcsönben            | [ 215 ]  |
| Tyrese Francois | 23       | középpályás | Vejle       | Kölcsönben            |          |
| Összesen        | Összesen | Összesen    | Összesen    | €600 000              | €600 000 |

## Liverpool

### Nyári átigazolási időszak

#### Érkezők
| Játékos             | Életkor  | Pozíció     | Honnan                 | Összeg       | Hk.          |
| ------------------- | -------- | ----------- | ---------------------- | ------------ | ------------ |
| Szoboszlai Dominik  | 22       | középpályás | RB Leipzig             | €70 000 000  | [ 216 ]      |
| Alexis Mac Allister | 24       | középpályás | Brighton & Hove Albion | €42 000 000  | [ 217 ]      |
| Ryan Gravenberch    | 21       | középpályás | Bayern München         | €40 000 000  | [ 218 ]      |
| Endó Vataru         | 30       | középpályás | VfB Stuttgart          | €20 000 000  | [ 219 ]      |
| Összesen            | Összesen | Összesen    | Összesen               | €172 000 000 | €172 000 000 |

#### Távozók
| Játékos                 | Életkor  | Pozíció     | Hova                   | Összeg      | Hk.         |
| ----------------------- | -------- | ----------- | ---------------------- | ----------- | ----------- |
| Fabinho                 | 29       | középpályás | el-Áttihád             | €46 700 000 | [ 220 ]     |
| Jordan Henderson        | 33       | középpályás | el-Áttifák             | €14 000 000 | [ 221 ]     |
| Alex Oxlade-Chamberlain | 29       | középpályás | Beşiktaş               | €0          | [ 222 ]     |
| Naby Keïta              | 28       | középpályás | Werder Bremen          | €0          | [ 222 ]     |
| James Milner            | 37       | középpályás | Brighton & Hove Albion | €0          | [ 222 ]     |
| Roberto Firmino         | 31       | csatár      | el-Áhlí                | €0          | [ 222 ]     |
| Fábio Carvalho          | 20       | középpályás | RB Leipzig             | Kölcsönben  | [ 223 ]     |
| Nathaniel Phillips      | 26       | hátvéd      | Celtic                 | Kölcsönben  | [ 224 ]     |
| Sepp van den Berg       | 21       | hátvéd      | Mainz                  | Kölcsönben  | [ 225 ]     |
| Rhys Williams           | 22       | hátvéd      | Aberdeen               | Kölcsönben  | [ 226 ]     |
| Calvin Ramsay           | 19       | hátvéd      | Preston North End      | Kölcsönben  | [ 227 ]     |
| Összesen                | Összesen | Összesen    | Összesen               | €60 700 000 | €60 700 000 |

### Téli átigazolási időszak

#### Távozók
| Játékos            | Életkor  | Pozíció     | Hova             | Összeg     | Hk.     |
| ------------------ | -------- | ----------- | ---------------- | ---------- | ------- |
| Fábio Carvalho     | 21       | középpályás | Hull City        | Kölcsönben | [ 228 ] |
| Rhys Williams      | 22       | hátvéd      | Port Vale        | Kölcsönben | [ 229 ] |
| Calvin Ramsay      | 20       | hátvéd      | Bolton Wanderers | Kölcsönben |         |
| Nathaniel Phillips | 26       | hátvéd      | Cardiff City     | Kölcsönben |         |
| Összesen           | Összesen | Összesen    | Összesen         | €0         | €0      |

## Luton Town

### Nyári átigazolási időszak

#### Érkezők
| Játékos              | Életkor  | Pozíció     | Honnan                  | Összeg      |
| -------------------- | -------- | ----------- | ----------------------- | ----------- |
| Ryan Giles           | 23       | hátvéd      | Wolverhampton Wanderers | €5 850 000  |
| Tahith Chong         | 23       | csatár      | Birmingham City         | €4 700 000  |
| Mads Andersen        | 25       | hátvéd      | Barnsley                | €3 500 000  |
| Jacob Brown          | 25       | csatár      | Stoke City              | €2 900 000  |
| Thomas Kaminski      | 30       | kapus       | Blackburn Rovers        | €2 900 000  |
| Marvelous Nakamba    | 29       | középpályás | Aston Villa             | €2 900 000  |
| Ross Barkley         | 29       | középpályás | OGC Nice                | €0          |
| Chiedozie Ogbene     | 26       | csatár      | Rotherham United        | €0          |
| Tim Krul             | 35       | kapus       | Norwich City            | €?          |
| Teden Mengi          | 21       | hátvéd      | Manchester United       | €?          |
| Albert Sambi Lokonga | 23       | középpályás | Arsenal                 | Kölcsönben  |
| Issa Kaboré          | 22       | hátvéd      | Manchester City         | Kölcsönben  |
| Összesen             | Összesen | Összesen    | Összesen                | €22 750 000 |

#### Távozók
| Játékos        | Életkor  | Pozíció     | Hova              | Összeg       |
| -------------- | -------- | ----------- | ----------------- | ------------ |
| Sonny Bradley  | 31       | hátvéd      | Derby County      | €0           |
| Harry Isted    | 26       | kapus       | Charlton Athletic | €0           |
| Carlos Mendes  | 24       | csatár      | Bolton Wanderers  | €?           |
| Elliot Thorpe  | 22       | középpályás | Shrewsbury Town   | Kölcsönben   |
| Aribim Pepple  | 20       | csatár      | Bromley           | Kölcsönben   |
| Louie Watson   | 22       | középpályás | Charlton Athletic | Kölcsönben   |
| John McAtee    | 24       | csatár      | Barnsley          | Kölcsönben   |
| Joe Taylor     | 20       | csatár      | Colchester United | Kölcsönben   |
| Fred Onyedinma | 26       | középpályás | Rotherham United  | Kölcsönben   |
| Admiral Muskwe | 25       | csatár      | Exeter City       | Kölcsönben   |
| Allan Campbell | 25       | középpályás | Millwall          | Kölcsönben   |
| Dion Pereira   | 24       | csatár      | Sutton United     | Kölcsönben   |
| Jack Walton    | 25       | kapus       | Dundee United     | Kölcsönben   |
| Luke Freeman   | 31       | középpályás | Nincs klubja      | Nincs klubja |
| Glen Rea       | 28       | középpályás | Nincs klubja      | Nincs klubja |
| Matt Macey     | 28       | kapus       | Nincs klubja      | Nincs klubja |
| Összesen       | Összesen | Összesen    | Összesen          | €0           |

### Téli átigazolási időszak

#### Érkezők
| Játékos       | Életkor  | Pozíció  | Honnan         | Összeg     |
| ------------- | -------- | -------- | -------------- | ---------- |
| Hasioka Daiki | 24       | hátvéd   | Sint-Truidense | €2 000 000 |
| Tom Holmes    | 23       | hátvéd   | Reading        | €1 170 000 |
| Összesen      | Összesen | Összesen | Összesen       | €3 170 000 |

#### Távozók
| Játékos       | Életkor  | Pozíció  | Hova                 | Összeg     |
| ------------- | -------- | -------- | -------------------- | ---------- |
| Tom Holmes    | 23       | hátvéd   | Reading              | Kölcsönben |
| Joe Taylor    | 21       | támadó   | Lincoln City         | Kölcsönben |
| Dion Pereira  | 24       | támadó   | Dagenham & Redbridge | Kölcsönben |
| Ryan Giles    | 24       | hátvéd   | Hull City            | Kölcsönben |
| Aribim Pepple | 21       | támadó   | Inverness            | Kölcsönben |
| Összesen      | Összesen | Összesen | Összesen             | €0         |

## Manchester City

### Nyári átigazolási időszak

#### Érkezők
| Játékos        | Életkor  | Pozíció     | Honnan                  | Összeg       |
| -------------- | -------- | ----------- | ----------------------- | ------------ |
| Joško Gvardiol | 21       | hátvéd      | RB Leipzig              | €90 000 000  |
| Matheus Nunes  | 25       | középpályás | Wolverhampton Wanderers | €62 000 000  |
| Jérémy Doku    | 21       | csatár      | Stade Rennais           | €60 000 000  |
| Mateo Kovačić  | 29       | középpályás | Chelsea                 | €29 100 000  |
| Összesen       | Összesen | Összesen    | Összesen                | €241 100 000 |

#### Távozók
| Játékos               | Életkor  | Pozíció     | Hova                    | Összeg       |
| --------------------- | -------- | ----------- | ----------------------- | ------------ |
| Cole Palmer           | 21       | középpályás | Chelsea                 | €47 000 000  |
| Rijád Mahrez          | 32       | csatár      | el-Áhlí                 | €35 000 000  |
| Aymeric Laporte       | 29       | hátvéd      | en-Naszr                | €27 500 000  |
| Yangel Herrera        | 25       | középpályás | Girona                  | €5 000 000   |
| Benjamin Mendy        | 29       | hátvéd      | Lorient                 | €0           |
| Nahuel Bustos         | 24       | csatár      | Talleres de Córdoba     | €0           |
| İlkay Gündoğan        | 32       | középpályás | Barcelona               | €0           |
| Taylor Harwood-Bellis | 21       | hátvéd      | Southampton             | Kölcsönben   |
| Máximo Perrone        | 20       | középpályás | Las Palmas              | Kölcsönben   |
| Josh Wilson-Esbrand   | 20       | hátvéd      | Stade Reims             | Kölcsönben   |
| James McAtee          | 20       | középpályás | Sheffield United        | Kölcsönben   |
| João Cancelo          | 29       | hátvéd      | Barcelona               | Kölcsönben   |
| Slobodan Tedić        | 23       | csatár      | Charlton Athletic       | Kölcsönben   |
| Tommy Doyle           | 21       | középpályás | Wolverhampton Wanderers | Kölcsönben   |
| Issa Kaboré           | 22       | hátvéd      | Luton Town              | Kölcsönben   |
| Összesen              | Összesen | Összesen    | Összesen                | €114 500 000 |

### Téli átigazolási időszak

#### Érkezők
| Játékos           | Életkor  | Pozíció     | Honnan      | Összeg      |
| ----------------- | -------- | ----------- | ----------- | ----------- |
| Claudio Echeverri | 18       | középpályás | River Plate | €14 500 000 |
| Összesen          | Összesen | Összesen    | Összesen    | €14 500 000 |

#### Távozók
| Játékos             | Életkor  | Pozíció     | Hova            | Összeg     |
| ------------------- | -------- | ----------- | --------------- | ---------- |
| Nahuel Ferraresi    | 25       | hátvéd      | São Paulo       | €4 300 000 |
| Zack Steffen        | 28       | kapus       | Colorado Rapids | €0         |
| Slobodan Tedić      | 23       | kapus       | FK Čukarički    | €0         |
| Claudio Echeverri   | 18       | középpályás | River Plate     | Kölcsönben |
| Kalvin Phillips     | 28       | középpályás | West Ham United | Kölcsönben |
| Josh Wilson-Esbrand | 21       | hátvéd      | Cardiff City    | Kölcsönben |
| Összesen            | Összesen | Összesen    | Összesen        | €4 300 000 |

## Manchester United

### Nyári átigazolási időszak

#### Érkezők
| Játékos         | Életkor  | Pozíció     | Honnan            | Összeg                             |
| --------------- | -------- | ----------- | ----------------- | ---------------------------------- |
| Rasmus Højlund  | 20       | csatár      | Atalanta          | €75 000 000                        |
| Mason Mount     | 24       | középpályás | Chelsea           | €64 200 000                        |
| André Onana     | 27       | kapus       | Internazionale    | €52 500 000                        |
| Szofjan Amrabat | 27       | középpályás | Fiorentina        | €10 000 000 (kölcsönben, opcióval) |
| Altay Bayındır  | 25       | kapus       | Fenerbahçe        | €5 000 000                         |
| Jonny Evans     | 35       | hátvéd      | Leicester City    | €0                                 |
| Sergio Reguilón | 26       | hátvéd      | Tottenham Hotspur | Kölcsönben                         |
| Összesen        | Összesen | Összesen    | Összesen          | €206 700 000                       |

#### Távozók
| Játékos          | Életkor  | Pozíció     | Hova              | Összeg       |
| ---------------- | -------- | ----------- | ----------------- | ------------ |
| Dean Henderson   | 26       | kapus       | Crystal Palace    | €17 500 000  |
| Anthony Elanga   | 21       | csatár      | Nottingham Forest | €17 500 000  |
| Fred             | 30       | középpályás | Fenerbahçe        | €9 740 000   |
| Matěj Kovář      | 23       | kapus       | Bayer Leverkusen  | €5 000 000   |
| Alex Telles      | 30       | hátvéd      | en-Naszr          | €4 600 000   |
| Zidane Ikbál     | 20       | középpályás | Utrecht           | €1 000 000   |
| Eric Bailly      | 29       | hátvéd      | Beşiktaş          | €0           |
| Teden Mengi      | 21       | hátvéd      | Luton Town        | €?           |
| Brandon Williams | 22       | hátvéd      | Ipswich Town      | Kölcsönben   |
| Mason Greenwood  | 21       | csatár      | Getafe            | Kölcsönben   |
| Álvaro Carreras  | 20       | hátvéd      | Granada           | Kölcsönben   |
| David de Gea     | 32       | kapus       | Nincs klubja      | Nincs klubja |
| Axel Tuanzebe    | 25       | hátvéd      | Nincs klubja      | Nincs klubja |
| Phil Jones       | 31       | hátvéd      | Nincs klubja      | Nincs klubja |
| Összesen         | Összesen | Összesen    | Összesen          | €55 340 000  |

### Téli átigazolási időszak

#### Távozók
| Játékos           | Életkor  | Pozíció     | Hova                | Összeg     |
| ----------------- | -------- | ----------- | ------------------- | ---------- |
| Donny van de Beek | 26       | középpályás | Eintracht Frankfurt | Kölcsönben |
| Jadon Sancho      | 23       | támadó      | Borussia Dortmund   | Kölcsönben |
| Hannibal Medzsbrí | 20       | középpályás | Sevilla             | Kölcsönben |
| Álvaro Carreras   | 20       | hátvéd      | Benfica             | Kölcsönben |
| Dan Gore          | 19       | középpályás | Port Vale           | Kölcsönben |
| Facundo Pellistri | 22       | támadó      | Granada             | Kölcsönben |
| Összesen          | Összesen | Összesen    | Összesen            | €0         |

## Newcastle United

### Nyári átigazolási időszak

#### Érkezők
| Játékos         | Életkor  | Pozíció     | Honnan         | Összeg       |
| --------------- | -------- | ----------- | -------------- | ------------ |
| Sandro Tonali   | 23       | középpályás | AC Milan       | €64 000 000  |
| Harvey Barnes   | 25       | csatár      | Leicester City | €44 000 000  |
| Tino Livramento | 20       | hátvéd      | Southampton    | €37 200 000  |
| Yankuba Minteh  | 18       | csatár      | Odense         | €8 000 000   |
| Lewis Hall      | 18       | hátvéd      | Chelsea        | Kölcsönben   |
| Összesen        | Összesen | Összesen    | Összesen       | €153 200 000 |

#### Távozók
| Játékos             | Életkor  | Pozíció     | Hova                | Összeg       |
| ------------------- | -------- | ----------- | ------------------- | ------------ |
| Allan Saint-Maximin | 26       | csatár      | el-Áhlí             | €27 200 000  |
| Chris Wood          | 31       | csatár      | Nottingham Forest   | €17 000 000  |
| Karl Darlow         | 32       | kapus       | Leeds United        | €400 000     |
| Harrison Ashby      | 21       | hátvéd      | Swansea City        | Kölcsönben   |
| Garang Kuol         | 18       | csatár      | Volendam            | Kölcsönben   |
| Ryan Fraser         | 29       | csatár      | Southampton         | Kölcsönben   |
| Jeff Hendrick       | 31       | középpályás | Sheffield Wednesday | Kölcsönben   |
| Isaac Hayden        | 28       | középpályás | Standard Liège      | Kölcsönben   |
| Kell Watts          | 23       | hátvéd      | Wigan Athletic      | Kölcsönben   |
| Jamal Lewis         | 25       | hátvéd      | Watford             | Kölcsönben   |
| Ciaran Clark        | 33       | hátvéd      | Nincs klubja        | Nincs klubja |
| Matty Longstaff     | 23       | középpályás | Nincs klubja        | Nincs klubja |
| Összesen            | Összesen | Összesen    | Összesen            | €44 600 000  |

### Téli átigazolási időszak

#### Távozók
| Játékos          | Életkor  | Pozíció     | Hova                | Összeg     |
| ---------------- | -------- | ----------- | ------------------- | ---------- |
| Javier Manquillo | 29       | hátvéd      | Celta de Vigo       | €0         |
| Isaac Hayden     | 28       | középpályás | Queens Park Rangers | Kölcsönben |
| Összesen         | Összesen | Összesen    | Összesen            | €0         |

## Nottingham Forest

### Nyári átigazolási időszak

#### Érkezők
| Játékos               | Életkor  | Pozíció     | Honnan            | Összeg                  |
| --------------------- | -------- | ----------- | ----------------- | ----------------------- |
| Ibrahim Sangaré       | 25       | középpályás | PSV               | €35 000 000             |
| Anthony Elanga        | 21       | csatár      | Manchester United | €17 500 000             |
| Chris Wood            | 31       | csatár      | Newcastle United  | €17 000 000             |
| Andrew Omobamidele    | 21       | hátvéd      | Norwich City      | €12 850 000             |
| Murillo               | 21       | hátvéd      | Corinthians       | €12 000 000             |
| Nicolás Domínguez     | 25       | középpályás | Bologna           | €10 000 000             |
| Matt Turner           | 29       | kapus       | Arsenal           | €8 150 000              |
| Odiszéasz Vlahodímosz | 29       | kapus       | Benfica           | €4 900 000              |
| Callum Hudson-Odoi    | 22       | csatár      | Chelsea           | €3 500 000              |
| Nuno Tavares          | 23       | hátvéd      | Arsenal           | €1 150 000 (kölcsönben) |
| Ola Aina              | 26       | hátvéd      | Torino            | €0                      |
| Divock Origi          | 28       | csatár      | AC Milan          | Kölcsönben              |
| Gonzalo Montiel       | 26       | hátvéd      | Sevilla           | Kölcsönben              |
| Andrey Santos         | 19       | középpályás | Chelsea           | Kölcsönben              |
| Összesen              | Összesen | Összesen    | Összesen          | €122 050 000            |

#### Távozók
| Játékos          | Életkor  | Pozíció     | Hova                | Összeg       |
| ---------------- | -------- | ----------- | ------------------- | ------------ |
| Brennan Johnson  | 22       | csatár      | Tottenham Hotspur   | €55 000 000  |
| Sam Surridge     | 24       | csatár      | Nashville           | €5 800 000   |
| Braian Ojeda     | 23       | középpályás | Real Salt Lake      | €3 600 000   |
| Mohamed Dräger   | 27       | hátvéd      | Basel               | €420 000     |
| Cafú             | 30       | középpályás | Rotherham United    | €0           |
| Jordan Smith     | 28       | kapus       | Stockport County    | €0           |
| Jack Colback     | 33       | középpályás | QPR                 | €0           |
| Giulian Biancone | 23       | hátvéd      | Olimbiakósz         | €?           |
| Steve Cook       | 32       | hátvéd      | QPR                 | €?           |
| Emmanuel Dennis  | 25       | csatár      | İstanbul Başakşehir | Kölcsönben   |
| Josh Bowler      | 24       | csatár      | Cardiff City        | Kölcsönben   |
| Jonjo Shelvey    | 31       | középpályás | Çaykur Rizespor     | Kölcsönben   |
| Richie Laryea    | 28       | hátvéd      | Vancouver           | Kölcsönben   |
| Alex Mighten     | 21       | csatár      | KV Kortrijk         | Kölcsönben   |
| Hvang Idzso      | 31       | csatár      | Norwich City        | Kölcsönben   |
| Remo Freuler     | 31       | középpályás | Bologna             | Kölcsönben   |
| Gustavo Scarpa   | 29       | középpályás | Olimbiakósz         | Kölcsönben   |
| Jonathan Panzo   | 22       | hátvéd      | Cardiff City        | Kölcsönben   |
| Loïc Mbe Soh     | 22       | hátvéd      | Almere City         | Kölcsönben   |
| Lewis O’Brien    | 24       | középpályás | Middlesbrough       | Kölcsönben   |
| Omar Richards    | 25       | hátvéd      | Olimbiakósz         | Kölcsönben   |
| Jesse Lingard    | 30       | középpályás | Nincs klubja        | Nincs klubja |
| Lyle Taylor      | 33       | csatár      | Nincs klubja        | Nincs klubja |
| André Ayew       | 33       | csatár      | Nincs klubja        | Nincs klubja |
| Adnan Kanurić    | 22       | kapus       | Nincs klubja        | Nincs klubja |
| Összesen         | Összesen | Összesen    | Összesen            | €64 820 000  |

### Téli átigazolási időszak

#### Érkezők
| Játékos         | Életkor  | Pozíció     | Honnan            | Összeg                  |
| --------------- | -------- | ----------- | ----------------- | ----------------------- |
| Matz Sels       | 31       | kapus       | Strasbourg        | €8 000 000              |
| Giovanni Reyna  | 21       | középpályás | Borussia Dortmund | €1 000 000 (kölcsönben) |
| Rodrigo Ribeiro | 18       | támadó      | Sporting          | Kölcsönben              |
| Összesen        | Összesen | Összesen    | Összesen          | €9 000 000              |

#### Távozók
| Játékos          | Életkor  | Pozíció     | Hova               | Összeg                   |
| ---------------- | -------- | ----------- | ------------------ | ------------------------ |
| Orel Mangala     | 25       | középpályás | Olympique Lyonnais | €11 700 000 (kölcsönben) |
| Gustavo Scarpa   | 30       | középpályás | Mineiro            | €5 000 000               |
| Serge Aurier     | 31       | hátvéd      | Galatasaray        | €100 000                 |
| Ethan Horvath    | 28       | kapus       | Cardiff City       | Ismeretlen               |
| Emmanuel Dennis  | 26       | támadó      | Watford            | Kölcsönben               |
| Jonathan Panzo   | 23       | hátvéd      | Standard de Liège  | Kölcsönben               |
| Scott McKenna    | 27       | hátvéd      | FC København       | Kölcsönben               |
| Alex Mighten     | 21       | támadó      | Port Vale          | Kölcsönben               |
| Brandon Aguilera | 20       | középpályás | Bristol Rovers     | Kölcsönben               |
| Összesen         | Összesen | Összesen    | Összesen           | €16 800 000              |

## Sheffield United

### Nyári átigazolási időszak

#### Érkezők
| Játékos        | Életkor  | Pozíció     | Honnan          | Összeg      |
| -------------- | -------- | ----------- | --------------- | ----------- |
| Cameron Archer | 21       | csatár      | Aston Villa     | €21 550 000 |
| Gustavo Hamer  | 26       | középpályás | Coventry City   | €17 300 000 |
| Vinícius Souza | 24       | középpályás | Lommel          | €12 500 000 |
| Auston Trusty  | 24       | hátvéd      | Arsenal         | €5 800 000  |
| Bénie Traoré   | 20       | csatár      | Häcken          | €4 600 000  |
| Ánísz Szlímán  | 22       | középpályás | Brøndby         | €2 700 000  |
| Tom Davies     | 25       | középpályás | Everton         | €0          |
| James McAtee   | 20       | középpályás | Manchester City | Kölcsönben  |
| Jászer Larúszí | 22       | hátvéd      | Troyes          | Kölcsönben  |
| Luke Thomas    | 22       | hátvéd      | Leicester City  | Kölcsönben  |
| Összesen       | Összesen | Összesen    | Összesen        | €64 450 000 |

#### Távozók
| Játékos        | Életkor  | Pozíció     | Hova                | Összeg       |
| -------------- | -------- | ----------- | ------------------- | ------------ |
| Iliman Ndiaye  | 23       | csatár      | Olympique Marseille | €17 000 000  |
| Sander Berge   | 25       | középpályás | Burnley             | €13 900 000  |
| Billy Sharp    | 37       | csatár      | Los Angeles Galaxy  | €0           |
| Enda Stevens   | 32       | kapus       | Stoke City          | €0           |
| Jake Eastwood  | 26       | hátvéd      | Grimsby Town        | €?           |
| Jack O’Connell | 29       | hátvéd      | Nincs klubja        | Nincs klubja |
| Összesen       | Összesen | Összesen    | Összesen            | €30 900 000  |

### Téli átigazolási időszak

#### Érkezők
| Játékos           | Életkor  | Pozíció  | Hova            | Összeg     |
| ----------------- | -------- | -------- | --------------- | ---------- |
| Ivo Grbić         | 28       | kapus    | Atlético Madrid | €2 500 000 |
| Ben Brereton Díaz | 24       | csatár   | Villarreal      | Kölcsönben |
| Mason Holgate     | 27       | hátvéd   | Everton         | Kölcsönben |
| Összesen          | Összesen | Összesen | Összesen        | €2 500 000 |

#### Távozók
| Játékos           | Életkor  | Pozíció     | Honnan           | Összeg     |
| ----------------- | -------- | ----------- | ---------------- | ---------- |
| John Fleck        | 32       | középpályás | Blackburn Rovers | €0         |
| Bénie Traoré      | 21       | csatár      | Nantes           | Kölcsönben |
| Femi Seriki       | 21       | hátvéd      | Rotherham United | Kölcsönben |
| Ismaila Coulibaly | 23       | középpályás | AIK              | Kölcsönben |
| Összesen          | Összesen | Összesen    | Összesen         | €0         |

## Tottenham Hotspur

### Nyári átigazolási időszak

#### Érkezők
| Játékos           | Életkor  | Pozíció     | Honnan            | Összeg       |
| ----------------- | -------- | ----------- | ----------------- | ------------ |
| Brennan Johnson   | 22       | csatár      | Nottingham Forest | €55 000 000  |
| James Maddison    | 26       | középpályás | Leicester City    | €46 300 000  |
| Micky van de Ven  | 22       | hátvéd      | VfL Wolfsburg     | €40 000 000  |
| Pedro Porro       | 23       | hátvéd      | Sporting          | €40 000 000  |
| Dejan Kulusevski  | 23       | csatár      | Juventus          | €30 000 000  |
| Guglielmo Vicario | 26       | kapus       | Empoli            | €20 000 000  |
| Alejo Véliz       | 19       | csatár      | Rosario Central   | €15 000 000  |
| Ashley Phillips   | 18       | hátvéd      | Blackburn Rovers  | €2 300 000   |
| Manor Szolomon    | 23       | csatár      | Sahtar Doneck     | €0           |
| Összesen          | Összesen | Összesen    | Összesen          | €248 600 000 |

#### Távozók
| Játékos          | Életkor  | Pozíció     | Hova              | Összeg                  |
| ---------------- | -------- | ----------- | ----------------- | ----------------------- |
| Harry Kane       | 30       | csatár      | Bayern München    | €100 000 000            |
| Harry Winks      | 27       | középpályás | Leicester City    | €11 600 000             |
| Dávinson Sánchez | 27       | hátvéd      | Galatasaray       | €9 500 000              |
| Djed Spence      | 23       | hátvéd      | Leeds United      | €1 100 000 (kölcsönben) |
| Lucas Moura      | 30       | csatár      | São Paulo         | €0                      |
| Tanguy Ndombele  | 26       | középpályás | Galatasaray       | Kölcsönben              |
| Sergio Reguilón  | 26       | hátvéd      | Manchester United | Kölcsönben              |
| Japhet Tanganga  | 24       | hátvéd      | Augsburg          | Kölcsönben              |
| Joe Rodon        | 25       | hátvéd      | Leeds United      | Kölcsönben              |
| Összesen         | Összesen | Összesen    | Összesen          | €122 200 000            |

### Téli átigazolási időszak

#### Érkezők
| Játékos       | Életkor  | Pozíció  | Honnan     | Összeg      |
| ------------- | -------- | -------- | ---------- | ----------- |
| Radu Drăgușin | 21       | hátvéd   | Genoa      | €25 000 000 |
| Timo Werner   | 27       | támadó   | RB Leipzig | Kölcsönben  |
| Összesen      | Összesen | Összesen | Összesen   | €25 000 000 |

#### Távozók
| Játékos         | Életkor  | Pozíció  | Hova              | Összeg     |
| --------------- | -------- | -------- | ----------------- | ---------- |
| Hugo Lloris     | 37       | kapus    | Los Angeles FC    | €0         |
| Djed Spence     | 29       | hátvéd   | Genoa             | Kölcsönben |
| Ashley Phillips | 18       | hátvéd   | Plymouth Argyle   | Kölcsönben |
| Eric Dier       | 29       | hátvéd   | Bayern München    | Kölcsönben |
| Sergio Reguilón | 27       | hátvéd   | Tottenham Hotspur | Kölcsönben |
| Japhet Tanganga | 24       | hátvéd   | Millwall          | Kölcsönben |
| Ivan Perišić    | 34       | támadó   | Hajduk Split      | Kölcsönben |
| Alejo Véliz     | 20       | támadó   | Sevilla           | Kölcsönben |
| Összesen        | Összesen | Összesen | Összesen          | €0         |

## West Ham United

### Nyári átigazolási időszak

#### Érkezők
| Játékos                    | Életkor  | Pozíció     | Honnan             | Összeg       |
| -------------------------- | -------- | ----------- | ------------------ | ------------ |
| Mohammed Kudus             | 23       | középpályás | Ajax               | €43 000 000  |
| Edson Álvarez              | 25       | középpályás | Ajax               | €38 000 000  |
| James Ward-Prowse          | 28       | középpályás | Southampton        | €34 800 000  |
| Konsztandínosz Mavropánosz | 25       | hátvéd      | VfB Stuttgart      | €20 000 000  |
| Andy Irving                | 23       | középpályás | Austria Klagenfurt | €1 750 000   |
| Összesen                   | Összesen | Összesen    | Összesen           | €137 560 000 |

#### Távozók
| Játékos           | Életkor  | Pozíció     | Hova               | Összeg       |
| ----------------- | -------- | ----------- | ------------------ | ------------ |
| Declan Rice       | 24       | középpályás | Arsenal            | €116 600 000 |
| Gianluca Scamacca | 24       | csatár      | Atalanta           | €25 000 000  |
| Nikola Vlašić     | 25       | középpályás | Torino             | €12 800 000  |
| Arthur Masuaku    | 29       | hátvéd      | Beşiktaş           | €2 000 000   |
| Manuel Lanzini    | 30       | középpályás | River Plate        | €0           |
| Flynn Downes      | 24       | középpályás | Southampton        | Kölcsönben   |
| Andy Irving       | 23       | középpályás | Austria Klagenfurt | Kölcsönben   |
| Összesen          | Összesen | Összesen    | Összesen           | €156 400 000 |

### Téli átigazolási időszak

#### Érkezők
| Játékos         | Életkor  | Pozíció     | Honnan          | Összeg     |
| --------------- | -------- | ----------- | --------------- | ---------- |
| Kalvin Phillips | 28       | középpályás | Manchester City | Kölcsönben |
| Összesen        | Összesen | Összesen    | Összesen        | €0         |

#### Távozók
| Játékos        | Életkor  | Pozíció     | Hova               | Összeg                  |
| -------------- | -------- | ----------- | ------------------ | ----------------------- |
| Pablo Fornals  | 27       | középpályás | Real Betis         | €8 000 000              |
| Szaíd Benráhma | 28       | középpályás | Olympique Lyonnais | €6 000 000 (kölcsönben) |
| Conor Coventry | 23       | középpályás | Charlton Athletic  | €1 160 000              |
| Thilo Kehrer   | 27       | hátvéd      | Monaco             | €500 000 (kölcsönben)   |
| Összesen       | Összesen | Összesen    | Összesen           | €15 660 000             |

## Wolverhampton Wanderers

### Nyári átigazolási időszak

#### Érkezők
| Játékos                | Életkor  | Pozíció     | Honnan           | Összeg      |
| ---------------------- | -------- | ----------- | ---------------- | ----------- |
| Matheus Cunha          | 24       | csatár      | Atlético Madrid  | €50 000 000 |
| Jean-Ricner Bellegarde | 25       | középpályás | Strasbourg       | €15 000 000 |
| Santiago Bueno         | 24       | hátvéd      | Girona           | €12 000 000 |
| Boubacar Traoré        | 21       | középpályás | Metz             | €11 000 000 |
| Enso González          | 18       | csatár      | Libertad         | €6 000 000  |
| Tom King               | 28       | kapus       | Northampton Town | €0          |
| Matt Doherty           | 31       | hátvéd      | Atlético Madrid  | €0          |
| Tommy Doyle            | 21       | középpályás | Manchester City  | Kölcsönben  |
| Összesen               | Összesen | Összesen    | Összesen         | €94 000 000 |

#### Távozók
| Játékos        | Életkor  | Pozíció     | Hova              | Összeg                  |
| -------------- | -------- | ----------- | ----------------- | ----------------------- |
| Matheus Nunes  | 25       | középpályás | Manchester City   | €62 000 000             |
| Rúben Neves    | 26       | középpályás | el-Hilál          | €55 000 000             |
| Nathan Collins | 22       | hátvéd      | Brentford         | €26 850 000             |
| Conor Coady    | 30       | hátvéd      | Leicester City    | €8 700 000              |
| Raúl Jiménez   | 32       | csatár      | Fulham            | €6 400 000              |
| Ryan Giles     | 23       | hátvéd      | Luton Town        | €5 850 000              |
| Kavabe Hajaó   | 27       | középpályás | Standard Liège    | €1 500 000              |
| Daniel Podence | 27       | csatár      | Olimbiakósz       | €1 500 000 (kölcsönben) |
| Matija Šarkić  | 26       | kapus       | Millwall          | €1 400 000              |
| Diego Costa    | 34       | csatár      | Botafogo          | €0                      |
| João Moutinho  | 36       | középpályás | Braga             | €0                      |
| Adama Traoré   | 27       | csatár      | Fulham            | €0                      |
| Louie Moulden  | 21       | kapus       | Rochdale          | Kölcsönben              |
| Gonçalo Guedes | 26       | csatár      | Benfica           | Kölcsönben              |
| Chiquinho      | 23       | csatár      | Famalicão         | Kölcsönben              |
| Bolla Bendegúz | 23       | hátvéd      | Servette          | Kölcsönben              |
| Chem Campbell  | 20       | középpályás | Charlton Athletic | Kölcsönben              |
| Luke Cundle    | 21       | középpályás | Plymouth Argyle   | Kölcsönben              |
| Ki-Jana Hoever | 21       | hátvéd      | Stoke City        | Kölcsönben              |
| Chiquinho      | 23       | csatár      | Stoke City        | Kölcsönben              |
| Összesen       | Összesen | Összesen    | Összesen          | €169 200 000            |

### Téli átigazolási időszak

#### Érkezők
| Játékos     | Életkor  | Pozíció     | Honnan              | Összeg     |
| ----------- | -------- | ----------- | ------------------- | ---------- |
| Noha Lemina | 18       | középpályás | Paris Saint-Germain | Kölcsönben |
| Összesen    | Összesen | Összesen    | Összesen            | €0         |

#### Távozók
| Játékos         | Életkor  | Pozíció     | Hova                | Összeg     |
| --------------- | -------- | ----------- | ------------------- | ---------- |
| Jonny Otto      | 29       | hátvéd      | PAÓK PAE            | €0         |
| Fábio Silva     | 21       | csatár      | Rangers             | Kölcsönben |
| Saša Kalajdžić  | 26       | csatár      | Eintracht Frankfurt | Kölcsönben |
| Luke Cundle     | 21       | középpályás | Stoke City          | Kölcsönben |
| Louie Moulden   | 22       | kapus       | Northampton Town    | Kölcsönben |
| Gonçalo Guedes  | 27       | támadó      | Villarreal          | Kölcsönben |
| Yerson Mosquera | 22       | hátvéd      | Villarreal          | Kölcsönben |
| Joe Hodge       | 21       | középpályás | Queens Park Rangers | Kölcsönben |
| Chem Campbell   | 21       | középpályás | Wycombe Wanderers   | Kölcsönben |
| Összesen        | Összesen | Összesen    | Összesen            | €0         |